# Indeen
Indeen is een aromatische verbinding. De moleculaire structuur bestaat uit een benzeenring gekoppeld aan een cyclopenteenring. Het is een kleurloze tot lichtgele vloeistof met een aromatische geur, die praktisch onoplosbaar is in water. Het is een bestanddeel van de olie die verkregen wordt bij de destillatie van steenkoolteer, en van hoogkokende mengsels die gevormd worden bij cokesovenoperaties, cracking en reforming van aardoliefracties. Ze kan ook bereid worden door de dehydrogenatie van indaan en aanverwante verbindingen.

## Toepassingen
Indeen kan reeds bij omgevingstemperatuur polymeriseren als het aan de lucht of aan licht wordt blootgesteld. Het wordt gebruikt als oplosmiddel en als comonomeer in de productie van polymeren, vooral indeen-coumaronharsen. Deze hebben gewoonlijk een lage polymerisatiegraad (6 tot 8), met een gemiddeld moleculair gewicht van niet meer dan ca. 1000 g/mol. De polymeren zijn oplosbaar in verschillende oplosmiddelen, en worden onder andere gebruikt in drukinkten, kleefstoffen, allerlei coatings en als additief (modifier) in natuurlijk of synthetisch rubber en andere kunststoffen.
Derivaten van indeen worden gebruikt voor de synthese van geneesmiddelen, landbouwchemicaliën en geurstoffen.